# Sam Anderson
Sam Anderson (født 13. maj 1945 i Wahpeton, USA) er en amerikansk skuespiller.
Anderson har medvirket i adskillige tv-serier og enkelte film, blandt andet som Bernard Nadler i Lost.

## Fjernsyn
- From The Earth To The Moon (HBO miniseries) – Thomas Paine, tredje adminstrator af NASA
- CSI: Miami – Sæson 1 episode 1
- WKRP in Cincinnati – Spillede varierede karakterer.
- St. Elsewhere – Mr McGrath
- T.J. Hooker – Leo Santee
- Hill Street Blues – Kenny Sterling
- Dallas – Inspektør Frank Howard
- Magnum, P.I. – Ray Jones
- The Golden Girls – Mr Meyer
- 21 Jump Street
- Growing Pains – Willis Dewitt
- Perfect Strangers – Mr Sam Gorpley
- Star Trek: The Next Generation – Assisten manager i episoden "The Royale"
- Alien Nation – Thomas Edison i episoden "The Game"
- Picket Fences – FBI Agent Donald Morrell
- The Adventures of Brisco County, Jr. – Simon Wolfe i episoden "Brooklyn Dodgers"
- The Pretender – Dr. Curtis Sæson 2 "Over the Edge"
- The Stand – Whitney Horgan
- Millennium – Agent Jack Pierson
- The X-Files – Leamus i episoden "The Pine Bluff Variant"
- Friends – Dr. Harad
- Ally McBeal – Mark Harrison
- Angel – Holland Manners
- ER – Dr. Jack Kayson
- Married to the Kellys – Bill Kelly
- Everybody Loves Raymond – Agent Garfield
- Lost – Bernard Nadler
- Nowhere Man – Memory man in "Through a Lens Darkly"
- Sam Anderson and Mike Chille Variety Hour
- Malcolm in the Middle – Politi komminsær
- Grey's Anatomy – Michael

## Film
- La Bamba -- Mr. Ludwig
- Critters 2 – Mr. Morgan
- Forrest Gump – Hancock
- Permanent Midnight – Dr. Olsen
- Slackers – Charles Patton
- Hot Shots: part Deux- General jones